# بل وای‌ای‌اچ-۶۳
بل وای‌ای‌اچ-۶۳ (به انگلیسی: Bell YAH-63) یک بالگرد ساختِ کارخانهٔ بل هلیکوپتر در کشور ایالات متحده آمریکا و کانادا است. نخستین استفاده‌کنندهٔ این بالگرد نیروی زمینی ایالات متحده آمریکا بوده‌است. این بالگرد برای نخستین بار در ۱ اکتبر ۱۹۷۵ میلادی مورد استفاده قرار گرفت.